# Riccardo Chiarini
Riccardo Chiarini (Faenza, 20 febbraio 1984) è un mountain biker ed ex ciclista su strada italiano, professionista su strada dal 2006 al 2013 e poi attivo nel mountain biking.

## Carriera
Nel 2006, dopo tre stagioni da dilettante, inizia l'attività di professionista tra le file del Team 3C Casalinghi Jet-Androni Giocattoli. In carriera ha ottenuto una sola vittoria da pro, il Trofeo Matteotti 2010 in maglia De Rosa-Stac Plastic. Ha partecipato al Giro d'Italia nel 2008 e nel 2009, concludendo la corsa in entrambe le occasioni.
Ad inizio 2014, rimasto senza contratto dopo tre stagioni con l'Androni Giocattoli-Venezuela, decide di lasciare il professionismo e di passare al mountain biking. Nella specialità del marathon a inizio anno conclude al quarto posto la corsa a tappe Cape Epic, vincendo la 5ªtappa. Nel maggio dello stesso anno viene però trovato positivo all'EPO in un controllo antidoping a sorpresa: viene per questo successivamente squalificato dalle corse fino al 3 giugno 2016.
Rientrato alle gare nel 2017 con il Team NOB-Selle Italia, durante l'anno viene convocato in Nazionale dal CT Mirko Celestino; nel 2018 si trasferisce al Torpado Südtirol MTB Pro Team, giungendo 4º al campionato europeo Xcm.

## Palmarès

### Strada
- 2010 (De Rosa-Stac Plastic, una vittoria)

Trofeo Matteotti

## Piazzamenti

### Grandi Giri
- Giro d'Italia

2008: 125º
2009: 118º

### Classiche monumento
- Milano-Sanremo

2013: ritirato
- Giro di Lombardia

2011: 10º
2012: ritirato
2013: ritirato